# Крушинський Юрій Дмитрович
Юрій Дмитрович Крушинський (20 липня 1931, місто Черкаси, тепер Черкаської області) — український радянський партійний діяч, 2-й секретар Черкаського обкому КПУ. Депутат Верховної Ради УРСР 9—10-го скликань. Кандидат у члени ЦК КПУ в 1976—1986 р.

## Біографія
Закінчив Дніпропетровський інститут інженерів залізничного транспорту.
У 1955—1958 роках — інструктор, змінний майстер пункту технічного огляду станції Сковородіно Амурської залізниці РРФСР.
У 1958—1959 роках — головний механік будівельної дільниці «Заводбуд» тресту «Нікопольбуд» Дніпропетровської області.
У 1959—1964 роках — заступник начальника, начальник цеху залізничного транспорту, секретар партійного комітету КПУ рудоуправління імені Орджонікідзе Дніпропетровської області.
Член КПРС з 1960 року.
У 1964—1965 роках — начальник управління залізничного транспорту тресту «Орджонікідземарганець» Дніпропетровської області.
У 1965—1973 роках — 1-й секретар Орджонікідзевського міського комітету КПУ Дніпропетровської області.
Закінчив Заочну Вищу партійну школу при ЦК КПРС.
У 1973—1975 роках — інспектор ЦК КПУ.
У квітні 1975 — січні 1984 року — 2-й секретар Черкаського обласного комітету КПУ. Працював радником у Демократичній Республіці Афганістан.
Потім — на пенсії в місті Черкасах.

## Нагороди
- ордени
- медалі
- лауреат Державної премії Української РСР у галузі науки і техніки (1972)